# Masao Uchino
Masao Uchino (内野 正雄, Uchino Masao, Kanagawa, 21 april 1934 – ?) was een Japans voetballer die als aanvaller speelde.

## Clubcarrière
Uchino speelde voor Furukawa Electric. Uchino veroverde er in 1960, 1961 en 1964 de Beker van de keizer. 1965 werd de ploeg opgenomen in de Japan Soccer League, de voorloper van de J1 League. In 5 jaar speelde hij er 47 competitiewedstrijden en scoorde 19 goals. Uchino beëindigde zijn spelersloopbaan in 1969.

## Japans voetbalelftal
Masao Uchino debuteerde in 1955 in het Japans nationaal elftal en speelde 18 interlands, waarin hij 3 keer scoorde.

## Statistieken
| Japans voetbalelftal | Japans voetbalelftal | Japans voetbalelftal |
| Jaar                 | Wed.                 | Dlp.                 |
| -------------------- | -------------------- | -------------------- |
| 1955                 | 4                    | 1                    |
| 1956                 | 3                    | 1                    |
| 1957                 | 0                    | 0                    |
| 1958                 | 1                    | 0                    |
| 1959                 | 4                    | 1                    |
| 1960                 | 1                    | 0                    |
| 1961                 | 2                    | 0                    |
| 1962                 | 3                    | 0                    |
| Totaal               | 18                   | 3                    |